# 巴甫利夫卡 (伊萬諾-弗蘭科夫斯克區)
48°58′55″N 24°38′9″E / 48.98194°N 24.63583°E
巴甫利夫卡（烏克蘭語：Павлівка）是位於烏克蘭西部的村莊，由伊萬諾-弗蘭科夫斯克州裡伊萬諾-弗蘭科夫斯克區的亞姆尼察市鎮負責管轄。該村始建於1582年，面積21.3平方公里，2001年人口2,245，人口密度每平方公里105.5人。